# Nguyễn Tiến Minh
Nguyễn Tiến Minh (sinh ngày 12 tháng 2 năm 1983) là vận động viên cầu lông người Việt Nam. Thứ hạng cao nhất của anh từng đạt được là hạng 4 trên thế giới theo Bảng xếp hạng của Liên đoàn cầu lông thế giới. Với việc được tham dự Thế vận hội mùa hè Tokyo 2021 anh đi vào lịch sử khi trở thành vận động viên đầu tiên của Việt Nam 4 lần góp mặt ở Thế vận hội, anh cũng là tay vợt nhiều tuổi nhất thế giới thi đấu tại kỳ thế vận hội này.
Hiện tại, Tiến Minh đang thuộc biên chế của Sở Thể dục và Thể thao Thành phố Hồ Chí Minh (nay là Sở Văn hóa và Thể thao Thành phố Hồ Chí Minh).

## Thân thế
Anh sinh tại Thành phố Hồ Chí Minh trong một gia đình tương đối khá giả, đến với bộ môn cầu lông từ khá sớm. 10 tuổi anh đã đạt hạng nhất ở giải cấp phường. Tuy nhiên chỉ thực sự có tiếng vào năm 2004 khi anh đoạt chức vô địch giải quốc tế Malaysia Mở rộng vào tháng 11 năm 2004.
Là vận động viên đi lên chuyên nghiệp từ các giải phong trào, Tiến Minh không giống các vận động viên đẳng cấp cao khác khi anh dường như thiếu sự đào tạo bài bản từ nhỏ. Chính điều đó khiến anh thường xuyên bị hụt hơi trong các trận đấu, các giải đấu căng thẳng và kéo dài do thể lực không đảm bảo. Tuy nhiên, cũng chính vì lẽ đó mà Tiến Minh đã tự tìm cho mình những người thầy và những giáo án riêng, để từ đó cùng với năng khiếu bẩm sinh trở thành vận động viên khác biệt hoàn toàn với mọi vận động viên cầu lông khác ở Việt Nam.

## Sự nghiệp
Được bố cho làm quen với cầu lông vào năm 10 tuổi, Tiến Minh ngay lập tức bị cuốn hút bởi môn thể thao này. Niềm yêu thích sớm trở thành đam mê khi năm 2001, khi 18 tuổi, anh đã đưa ra quyết định: trở thành vận động viên cầu lông chuyên nghiệp thay vì theo đuổi nghiệp học hành như mong muốn của gia đình. Quyết tâm của anh sớm được chứng minh bởi những thành quả khi cũng trong năm đó, anh được chọn vào đội tuyển quốc gia. Tuy nhiên, Nguyễn Tiến Minh chỉ thực sự được biết đến khi năm 2002, ở tuổi 19, anh giành thắng lợi trước tay vợt kỳ cựu Nguyễn Phú Cường để đoạt huy chương vàng ở nội dung đơn nam tại giải vô địch quốc gia.
Năm 2002, Nguyễn Tiến Minh chính thức được thi đấu chuyên nghiệp và có tên trong danh sách của Liên đoàn cầu lông thế giới BWF. Trong vòng 7 năm, thứ hạng của Tiến Minh đã tăng vượt bậc. Từ vị trí 252 năm 2002, tới năm 2006, anh đã có mặt trong top 50 thế giới và tới đầu năm 2008, Tiến Minh đã có vị trí thứ 28 - vị trí vừa đủ để anh có một suất tại Olympic Bắc Kinh. Tới cuối năm 2008, sau một loạt danh hiệu và những nỗ lực, anh đã có mặt trong top 20 và tới đầu năm 2009, vị trí cao nhất của Tiến Minh là vị trí thứ 13.
Ngày 11 tháng 6 năm 2009, Tiến Minh gây bất ngờ tại giải cầu lông Singapore mở rộng 2009 khi vượt qua tay vợt số một thế giới ở thời điểm đó là Lee Chong Wei (Malaysia) với tỷ số 2-1. Tỷ số các set lần lượt là 24/22, 20/22, 21/19 để giành quyền vào tứ kết giải này và đây là bất ngờ lớn nhất tại giải. Với thành tích này, Nguyễn Tiến Minh đã lên được vị trí số 11 thế giới, song 2 tuần sau đó anh đã chịu ở vị trí thứ 15.
Ngày 25 tháng 7 năm 2009, tại giải Grand Prix Thailand Open, Nguyễn Tiến Minh đã xuất sắc đánh bại tay vợt chủ nhà là Boonsak Ponsana với tỷ số 2-0 (21/16, 21/13) trong trận chung kết qua đó giúp anh lần đầu tiên vào top 10 thế giới với vị trí số 9. Anh tiếp tục tham dự giải Nhật Bản Mở rộng vào tháng 9 năm 2009. Nguyễn Tiến Minh lọt vào tới bán kết và một lần nữa gác vợt trước Bào Xuân Lai. Cuối tháng 9 năm 2009, Tiến Minh lần đầu tiên lên tới thứ hạng số 7 thế giới. Sau một thời gian dài thi đấu không thành công, tới tháng 3 năm 2010, Tiến Minh trở lại với vị trí số 7 và một tháng sau, anh vượt lên một bậc, trở thành tay vợt đứng thứ 6 trên thế giới theo xếp hạng của Liên đoàn Cầu lông Thế giới BWF. Ngày 2 tháng 12 năm 2010, Liên đoàn cầu lông thế giới (BWF) đã công bố bảng xếp hạng mới. Nguyễn Tiến Minh lần đầu tiên trong sự nghiệp lọt vào top 5 tay vợt mạnh nhất thế giới với số điểm 51.844 điểm (đây là thứ hạng cao nhất của anh cho đến hiện tại). Anh đã trở thành tay vợt đi vào lịch sử của môn cầu lông ở Việt Nam.
Ngày 9 tháng 8 năm 2013, tại Giải vô địch thế giới tổ chức tại Trung Quốc, Nguyễn Tiến Minh đã thắng tay vợt Jan Ø. Jørgensen (Đan Mạch, hạng 10 thế giới) sau 3 set với tỷ số lần lượt 21-8, 17-21, 22-20 để lần đầu tiên trong sự nghiệp lọt vào bán kết giải vô địch thế giới. Ngày 10 tháng 8 năm 2013, anh để thua Lin Dan (người sau đó giành chức vô địch, hiện đã giải nghệ) ở trận bán kết.
Năm 2014, Nguyễn Tiến Minh tham dự giải Asia Games (ASIAD) lần thứ 17 và suýt gây bất ngờ trước Lý Tông Vỹ ở vòng tứ kết với tỷ số 1-2 (23-21, 16-21, 17-21).
Tháng 12 năm 2015 Nguyễn Tiến Minh khẳng định anh đã có trong tay tấm vé tham dự Olympic Rio 2016 và đi vào lịch sử khi trở thành vận động viên đầu tiên của VN 3 lần góp mặt ở Thế vận hội. Đến tháng 5 năm 2016, Tiến Minh chính thức có vé dự Olympic khi đứng hạng 17 trong danh sách 38 tay vợt giành quyền tham dự. Anh cho biết sau Olympic 2016 sẽ gác vợt ở tuổi 33 để chuyển sang công tác huấn luyện.
Năm 2017 tại giải cầu lông Ciputra Hà Nội 2017 Tiến Minh đã lội ngược dòng trước đối thủ Khosit Phetpradab và giành vô địch.
Tại chung kết cầu lông Đại hội TDTT 2018, mặc dù thua trước Nguyễn Hải Đăng nhưng Tiến Minh cũng có thể trao vợt cho Hải Đăng.
Năm 2019. Nguyễn Tiến Minh đã lần được Huy chương đồng Giải vô địch cầu lông châu Á sau khi bại trận trước Momota Kento (số 1 thế giới lúc đó).

## Thành tích cá nhân nổi bật
Trong suốt quá trình thi đấu, Nguyễn Tiến Minh đã đạt được những thành tích. Có thể nói đến một số thành tích nổi bật sau:
- Được bình chọn và trao giải thưởng của báo chí là vận động viên tiêu biểu của Thành phố Hồ Chí Minh từ năm 2004 tới nay.
- Được bình chọn và trao giải thưởng của báo chí là một trong những Vận động viên tiêu biểu của Việt Nam trong năm 2004, 2007, và 2008.
- Anh đã có 11 lần liên tiếp vô địch cầu lông đơn nam quốc gia.
- Huy chương đồng đồng đội nam tại SEA Games 2005, tổ chức tại Philippines.
- Huy chương đồng đơn nam tại SEA Games 2007, tổ chức tại Thái Lan.
- Huy chương vàng đơn nam giải quốc tế Malaysia Satellite 2004.
- Huy chương vàng đơn nam giải quốc tế Việt Nam Satellite 2006 và 2008.
- Huy chương vàng đơn nam giải quốc tế Việt Nam Mở rộng 2008.
- Huy chương đồng đơn nam giải quốc tế Đài Loan Mở rộng 2008.
- Vô địch Giải Yonex - Sunrise Việt Nam mở rộng vào những năm 2008, 2009, 2011, 2012, 2017.[18]
- Giải thưởng và giấy chứng nhận với những cố gắng đạt được của Ủy ban Nhân dân Thành phố Hồ Chí Minh năm 2005, 2006, 2007, 2008.
- Tham dự Thế vận hội Bắc Kinh 2008[19].
- Lần đầu tiên lọt vào top 10 thế giới (số 9) vào 30 tháng 7 năm 2009.
- Lần đầu tiên lọt vào top 5 thế giới vào ngày 2 tháng 12 năm 2010.[20]
- Năm 2011, anh được Chủ tịch nước Việt Nam tặng Huân chương Lao động hạng ba vì đã có những đóng góp cho cầu lông Việt Nam nói riêng và thể thao Việt Nam nói chung[21], góp phần vào sự nghiệp xây dựng chủ nghĩa xã hội và bảo vệ Tổ quốc.
- Tham dự Thế vận hội Luân Đôn 2012[22].
- Vô địch Giải Mỹ mở rộng 2013.[23]
- Huy chương đồng Giải vô địch thế giới 2013.
- Tham dự Thế Vận Hội Rio 2016, tổ chức ở Brazil.
- Tham dự Thế Vận Hội Tokyo 2020 (tổ chức năm 2021 vì ảnh hưởng của dịch bệnh COVID-19), qua đó xác lập kỷ lục 4 lần liên tiếp xuất hiện ở Thế Vận Hội. Ở kỳ Thế Vận Hội đó, anh là vận động viên nhiều tuổi nhất thế giới.

## Đời tư
Cuối tháng 12 năm 2016, anh quyết định tổ chức lễ thành hôn với Vũ Thị Trang (sinh năm 1992).

## Phát biểu
| “ | Với Minh, chưa bao giờ niềm đam mê cầu lông lại đẹp như cái thời ấy. Hồi đó vô tư lắm, chỉ thích chơi cầu thôi. Giờ cuộc sống với cầu lông không chỉ có đam mê mà còn trách nhiệm nữa. | ” |

| “ | Trong thể thao không có chuyện sợ hãi, nhưng trong sự nghiệp có những đối thủ khi bước vào trận đấu tôi nghĩ tôi không thể thắng. | ” |

| “ | Tôi đã phát điên vì hạnh phúc. | ” |
| — |                                |   |